# Lac Kacikokotokwckakamacik
Lac Kacikokotokwckakamacik är en sjö i Kanada.   Den ligger i regionen Mauricie och provinsen Québec, i den sydöstra delen av landet, 250 km nordost om huvudstaden Ottawa. Lac Kacikokotokwckakamacik ligger 431 meter över havet. Arean är 0,10 kvadratkilometer. Den ligger vid sjön Lac Galifet.
I omgivningarna runt Lac Kacikokotokwckakamacik växer i huvudsak blandskog. Trakten runt Lac Kacikokotokwckakamacik är nära nog obefolkad, med mindre än två invånare per kvadratkilometer.